# Moringua
Genre
Moringua est un genre de poissons téléostéens serpentiformes.

## Liste d'espèces
Selon ITIS:
- Moringua abbreviata (Bleeker, 1863)
- Moringua arundinacea (McClelland, 1844)
- Moringua bicolor Kaup, 1856
- Moringua edwardsi (Jordan & Bollman, 1889)
- Moringua ferruginea Bliss, 1883
- Moringua hawaiiensis Snyder, 1904
- Moringua javanica (Kaup, 1856)
- Moringua macrocephalus (Bleeker, 1863)
- Moringua macrochir Bleeker, 1855
- Moringua microchir Bleeker, 1853
- Moringua penni Schultz in Schultz et al., 1953
- Moringua raitaborua (Hamilton, 1822)